# Спинокрилові
Спинокрилові (Fissidentaceae) — родина мохів (Dicranidae) у порядку Dicranales з одним родом Fissidens. Раніше його поміщали в нині застарілий порядок Fissidentales.